# شيرين الفقي
شيرين الفقي (بالإنجليزية: Shereen El Feki)‏ من مواليد 1967 أو 1968، هي صحفية وكاتبة بريطانية اشتهرت بعد صدور كتابها المُعنون بالجنس والقلعة: الحياة الحميمة في عالم عربي متغير.
وُلدت الفقي في بريطانيا العظمى لأم ويلزية وأب مصري. نشأت في كندا لكنها كانت تزور جدتها بين الفينة والأخرى في القاهرة. تخرجت من جامعة تورونتو بدرجة البكالوريوس في علم المناعة عام 1991،  ثم حصلت على الماجستير ومن ثم الدكتوراه في علم المناعة من جامعة كامبريدج. انضمت إلى ذي إيكونوميست كمراسلة مُختصة بالرعاية الصحية في عام 1998. بعد الهجمات الإرهابية على مركز التجارة العالمي؛ تعلّمت شيرين اللغة العربية ثم بدأت أبحاثها بخصوص الشرق الأوسط بما في ذلك تلك القضايا التي تتعلق بتحرر المرأة من الناحية الجنسية. غادرت في عام 2005 مجال الاقتصاد،  ومن 2006 إلى 2008 استضافت البرنامج الأسبوعي الناس والسلطة الذي كان يُبث على قناة الجزيرة الإنجليزية. شغلت من 2010 إلى 2012 منصب نائبة رئيسة اللجنة العالمية والقانون في الأمم المتحدة.
نشرت الفقي في عام 2013 كتاب الجنس والقلعة: الحياة الحميمة في عالم عربي متغير. حقّق هذا الكتاب شهرة عالمية حيث تُرجم لعدة لغات من بينها الهولندية، الإندونيسية، الفرنسية، الألمانية، الإسبانية ثم العربية طبعاً. ترشح الكتاب لنيل جائزة أورويل لكنه لم يفز بها. خلال مؤتمر تيد ألقت الفقي مداخلتها حيث تحدثت عن موضوع الجنسية في المنطقة العربية وقد تلقت محاضرتها هذه ما يقرب من مليون مشاهدة منذ عام 2014. كتاب الجنس والقلعة عبارة دراسات استقصائية للمواقف الجنسية للمرأة والرجل في مصر والعالم العربي وهو نتائج خمس سنوات من البحث. ترى شيرين في كتابها أن سكان العالم العربي بدأوا فعلا يتناولون ما يُعرف «بالمحرمات» حيث صاروا يطعنون في شتى المواضيع كما ذكرت أن مثل هذه المناقشات هي مفتاح التغيير في السياسة والاقتصاد وباقي المجالات لكنها حذرت من أن التغيير يأتي عن «طريق التطور وليس الثورة».

## روابط خارجية
- شيرين الفقي على موقع IMDb (الإنجليزية)
- شيرين الفقي على موقع كينوبويسك (الروسية)